# 足立祐二
足立 祐二（あだち ゆうじ、1964年3月10日 - 2020年6月16日）は、日本のギタリスト・作曲家。ロックバンドDEAD ENDのギタリスト。大阪府出身。血液型はB型。

## 来歴
寿司屋のカウンター等を作る木工職人の父の下で厳しく育てられた。イギリスのハードロックバンドUFOの「FORCE IT」を聴いてギタリストになることを決意。16歳のときにSTEELERというバンドに参加し、初演奏を行う。その後、いくつかのバンドに参加。その内のひとつTERRA ROSAにも在籍。
1986年、インディーズバンドDEAD END（アミューズ所属）に参加。当初はギターの抜けたDEAD ENDのサポーターとして、アルバム制作やライヴ活動をTERRA ROSAとの掛け持ちで演奏をしていた。DEAD END正式加入後、メジャー・デビュー・アルバム『GHOST OF ROMANCE』以降発表曲のほとんどを作曲した。
1990年11月の活動停止まで、同バンドのギタリストとして在籍。同年より山羊智詞&赤羽楽団に参加。
1991年には山羊智詞、MARRY（COLOR）、梅田一哉（ex PRESENCE、TRACY）とGOATCOREを結成、アルバムやライヴツアーでは実質的プロデューサーとして活動。
その後、自身のバンド結成やサポートミュージシャンとして活動、ギター以外にもヴォーカルやドラムを担当している。左耳を傷めて音楽業界から一時離れるも、RYUICHIから1曲弾いてほしいというオファーがあったのをきっかけにレコーディングに参加、その後のツアーにも参加したが全く支障がなかったため、音楽活動に復帰することとなった。
2005年、15年振りとなるソロアルバム『You's Alien』をリリースした。
2009年、DEAD ENDを再結成し、活動を再開する。
2020年6月16日、敗血症のため死去。56歳没。生涯独身だった。同年8月9日深夜（翌10日未明）、『ギタリスト 足立祐二 追悼特別番組 ～ You's Alien』がTOKYO FMで放送された。
ナビゲーター - 河村隆一
出演 - MORRIE（DEAD END）、“CRAZY”COOL-JOE（DEAD END）、菊地英二（THE YELLOW MONKEY）、西川茂（PRESENCE、音楽プロデューサー） 、常見陽平（評論家）、岡垣正志（TERRA ROSA、Jill’s Project）、杉本圭司（株式会社ライブエグザム、バックステージプロジェクト 代表取締役）

## 人物
マイケル・シェンカーから多大な影響を受けていることを公言しているが、自身は模倣することを嫌い、好きなプレイヤーの使用機材を真似したり、同じ傾向の音楽を聴いたりするようなことは、19、20歳の頃にしないと決めて来たという。また、何でも吸収したり様々な奏法をマスターしようと思ってやって来たわけではなく、「10個のいろいろなフレーズを持つことよりも、誰よりも突出した、研ぎ澄まされたクオリティのフレーズを3つだけ持っていたい」という考えを持ち、一音の強烈さ、究極の一音のためならいくらでも時間を費し努力する、それは自分が一生怠ってはいけないことだと述べている。

## 使用機材
- Freedom C.G.R. ST "YOU" MODEL Type-III（足立"YOU"祐二モデル）[11]
- FERNANDES NTG-YOU"まりんちゃん。"（足立"YOU"祐二シグネチャーモデル）[12]

## ディスコグラフィ

### ソロアルバム
1. PSYCHICAL ISLAND （1990年9月21日、BVCR-14）
2. You's Alien （2005年8月24日、KICS-1185）
3. Maniac Love Station （2013年4月3日、DQC-1042）
4. ANDROMEDIA （2019年3月13日、KICS-3744）[13]
5. YOUCOUSTIC （2020年3月18日、KICS-3874）

## ソロプロジェクト
自身のオリジナル（ソロアルバム収録曲及び未収録）を演奏するライブを不定期に行っており、その際、オケに合わせて一人で演奏するライブを毒演会。バンド形式で演奏する場合はメンバーにより名称が異なる。

### 今まで活動したユニット
| ユニット名                   | 名前           | パート | 名前     | パート | 備考 |
| ---------------------------- | -------------- | ------ | -------- | ------ | ---- |
| ぽんぽんにゃん               | 嘉多山信       | AG     |          |        |      |
| You Adachi Project           |                |        | 豊川寿一 | ドラム |      |
| 人喰い☆てんとう虫            | 渡辺広志       | ベース | 菊地英二 | ドラム |      |
| Alien’s PinHead              | 瀧田イサム     | ベース | 下田武男 | ドラム |      |
| PinHead                      | 渡辺広志       | ベース | 下田武男 | ドラム |      |
| Love Missile                 | 瀧田イサム     | ベース | 山崎慶   | ドラム |      |
| 丸ノ内線の会1                | 長谷川淳       | ベース | 下田武男 | ドラム |      |
| 丸ノ内線の会2                | 長谷川淳       | ベース | 菊地英二 | ドラム |      |
| 王子王子                     | 瀧田イサム     | ベース | 菊地英二 | ドラム |      |
| Love Hunter                  | 渡辺広志       | ベース | 山崎慶   | ドラム |      |
| The 3 Thing                  | IKUO           | ベース | 淳士     | ドラム |      |
| BaB                          | 瀧田イサム     | ベース | 豊川寿一 | ドラム |      |
| YOU                          | IKUO           | ベース | shuji    | ドラム |      |
| WILD BAY 3                   | 長谷川淳       | ベース | 下田武男 | ドラム |      |
| YOU☆JUN1                     | 渡辺広志       | ベース | 佐藤潤一 | ドラム |      |
| YOU☆JUN2                     | 猫山ニシン     | ベース | 佐藤潤一 | ドラム |      |
| T・KY                        | 嘉多山信       | ベース | 出原卓   | ドラム |      |
| ユージと大塚ガム             | 大塚秀紀       | AG     |          |        |      |
| 3 tea 3                      | 長谷川淳       | ベース | 星山哲也 | ドラム |      |
| YOU☆NECO☆STARS！             | 猫山ニシン     | ベース | 星山哲也 | ドラム |      |
| You’s Alien1                 | 渡辺広志       | ベース | 豊川寿一 | ドラム |      |
| You’s Alien2                 | 松田”FIRE”卓己 | ベース | 星山哲也 | ドラム |      |
| You’s Alien3                 | 猫山ニシン     | ベース | 豊川寿一 | ドラム |      |
| You’s Alien4                 | JICK           | ベース | 磯田良雄 | ドラム |      |
| You’s Alien5                 | 猫山ニシン     | ベース | 吉村昇治 | ドラム |      |
| You’s Alien6                 | 渡辺広志       | ベース | 尾崎正敏 | ドラム |      |
| タッキ＆YOU1                 | 瀧田イサム     | ベース | 吉村昇治 | ドラム |      |
| タッキ＆YOU！2               | 瀧田イサム     | ベース | 中山雅勝 | ドラム |      |
| YOU☆LEO☆STARS                | 宇都宮清志     | ベース | 星山哲也 | ドラム |      |
| ザ・キューピーズ             | 大塚ガム       | AG&B   | 長井一郎 | Per    |      |
| YOU-VALメロンwith淳          | 長谷川淳       | ベース | 長井一郎 | ドラム |      |
| アニー&YOU1                  | 瀧田イサム     | ベース | 菊地英二 | ドラム |      |
| アニー&YOU2                  | 吉村幸一       | ベース | 菊地英二 | ドラム |      |
| アニー&YOU                   | 吉中美夕       | ベース | 菊地英二 | ドラム |      |
| Monster 3                    | 猫山ニシン     | ベース | 尾崎正敏 | ドラム |      |
| The Fly                      | 長谷川淳       | ベース | 山口昌人 | ドラム |      |
| タッキ＆YOU☆STARS！          | 瀧田イサム     | ベース | 星山哲也 | ドラム |      |
| YOU☆WATA☆STARS               | 渡辺広志       | ベース | 星山哲也 | ドラム |      |
| ANNIE & YOU featuring 淳     | 長谷川淳       | ベース | 菊地英二 | ドラム |      |
| COLD 3                       | 瀧田イサム     | ベース | 加藤剛志 | ドラム |      |
| YOU鹿                        | 青鹿賢一       | AG     |          |        |      |
| YOU 長谷 ブッチ              | 長谷川淳       | ベース | 笹渕啓史 | ドラム |      |
| ユージ・星ンド・アンド・FIRE | 松田”FIRE”卓己 | ベース | 星山哲也 | ドラム |      |
| 三都’s                       | 松田”FIRE”卓己 | ベース | 星山哲也 | ドラム |      |